# Endre Kukorelly
Endre Kukorelly (n. 26 aprilie 1951) este un scriitor, poet, publicist, critic maghiar.

## Opera
- A valóság édessége (volum de versuri, 1984, Ed. Magvető, Budapesta)
- Manière (volum de versuri, 1986, Ed. Magvető, Budapesta)
- Én senkivel sem üldögélek (volum de versuri, 1989, Ed. Pannon, Budapesta)
- A Memória-part (roman, 1990, Ed. Magvető, Budapesta, Premiul Cartea Anului; în alte cinci limbi 1996–2000)
- Azt mondja aki él (1991, Ed. Jelenkor Irodalmi és Művészeti Kiadó, Pécs)
- Egy gyógynövény-kert (poezii alese, 1993, Ed. Magvető, Budapesta; în portugheză 1997)
- Napos terület (1994)
- Budapesta – Papírváros (carte ilustrată, 1994, cu fotografii ale lui Gink Károly)
- Mintha már túl sokáig állna (volum de versuri, 1995, Budapesta)
- Kedvenxc (eseuri, 1996; în germană 1999)
- H.Ö.L.D.E.R.L.I.N. (ciclu poezii, 1999)
- Három 100 darab (roman, 1999,
- Rom: A Szovjetónió története (roman, 2000)
- Kicsit majd kevesebbet járkálok (scrieri, 2001)
- TündérVölgy, avagy Az emberi szív rejtelmeiről (roman, 2003)
- Samunadrág (poezii pentru copii, 2005, Ed.Kalligram, Budapesta)
- Rom. A komonizmus története (roman, 2006)
- Ezer és 3 avagy A nőkben rejlő szív  (roman, 2009, Ed.Kalligram, Budapesta)
- Mennyit hibázok, te úristen, Ed.Kalligram, 2010, ISBN 9788081013324,

## Premii
- Premiul György Bölöni (1985)
- Bursa Zsigmond Móricz (1986)
- Premiul Cartea Anului (1991-A Memória-part)
- Premiul József Attila (1993)
- Premiul Sándor Weöres (1994)
- Premiul Tibor Déry (1995)
- Premiul revistei Holmi (1997)
- Premiul Alföld (1998)
- Premiul Cununa de Lauri a Republicii Ungare (2003)
- Premiul Sándor Márai (2004)
- Premiul Palladium (2004)
- Premiul Ákos Csernus (2005)
- Premiul Vilmos (2005)
- Crucea de Cavaler a Ordinului Republicii Ungare (2006)
- Premiul Ligii Scriitorilor Maghiari din Ardeal (2006)